# В круге первом
«В кру́ге пе́рвом» — роман Александра Солженицына, написанный в 1955–1958 годах по воспоминаниям о работе во время тюремного заключения на «шарашке» (спецтюрьме МВД — МГБ) в Марфино, где работали заключённые-инженеры (1947–1950). Первое произведение, опубликованное в серии «Литературные памятники» при жизни автора.

## История создания
Первый вариант (96 глав, так называемый «Круг-96») был написан в 1955—1958 годах на основе автобиографического материала. В 1948—1949 годах Александр Исаевич работал в Марфинской шарашке.
Прообразами главных героев романа стали сам Александр Солженицын (для Глеба Нержина) и его знакомые по «шарашке»: филолог-германист и диссидент Лев Копелев стал прототипом для Льва Рубина, а инженер-конструктор и философ Дмитрий Панин — для Дмитрия Сологдина .
Идеологически крайне острый роман был написан Солженицыным в литературном подполье, без надежды на публикацию.
В 1964 году Солженицын переделал роман, надеясь напечатать его легально. В новой редакции роман состоял из 87 глав («Круг-87»); неприемлемые для цензуры места были изъяты или сглажены. В результате этого «облегчения» изменена была, помимо прочего, завязка, формирующая композиционный центр романа: желая хоть как-то увеличить шансы романа на публикацию, писатель изменил сюжет, заимствовав его из расхожего фильма конца 1940-х годов (вероятно, фильма «Суд чести» режиссёра Абрама Роома): его герой, врач, нашедший лекарство от рака, передавал его иностранным врачам и обвинялся за это в измене родине. В «облегчённом» варианте Иннокентий Володин звонил не в американское посольство, а этому врачу, желая предупредить его о грозящей опасности. Даже в изменённом виде роман напечатан не был, распространялся в самиздате.
В 1965 году вместе с другими произведениями был конфискован КГБ.
В 1968 году был опубликован на Западе. В том же году Солженицын восстановил первоначальную версию романа с небольшими изменениями.
В СССР «В круге первом» был опубликован только в 1990 году.

## Сюжет
Действие происходит в Москве в течение трёх декабрьских дней 1949 года. Советский дипломат, служащий Министерства иностранных дел СССР Иннокентий Володин звонит в посольство США и сообщает о том, что советской разведкой готовится похищение сведений, касающихся производства атомной бомбы. Работники МГБ, прослушивающие телефоны посольства, записывают разговор на магнитную ленту. Для установления личности звонившего ленту передают в «шарашку» Марфино — секретный институт, где работают заключённые инженеры.
Основная тема Марфинского института — разработка «Аппарата секретной телефонии», которую ведут в «шарашке» по личному указанию Сталина. Побочная тема исследований — это распознавание человеческого голоса. Лаборатории, где работают заключённые Лев Рубин и Глеб Нержин, поручают выяснить, кому принадлежит голос звонившего в посольство.
В тот же день выясняется, что разработка секретной телефонии находится на грани срыва, Абакумов устанавливает руководству института критические сроки для получения первых практических результатов. Директор института вызывает Нержина и требует, чтобы он переключился от отвлечённых лингвистических исследований на разработку математического аппарата секретной телефонии.
Перед Нержиным стоит тяжёлый выбор — работать на систему, которая противна его духу, либо покинуть сытную шарашку и отправиться на периферию ГУЛАГа.

## Персонажи и прототипы
Многие персонажи романа имеют прототипы — реальные исторические лица.
- Глеб Нержин — Александр Исаевич Солженицын[7]
- Надя Нержина — Наталья Алексеевна Решетовская[8]
- лейтенант МГБ Серафима Витальевна (глава 5) — Анна Васильевна Исаева[9][10]
- профессор Дмитрий Дмитриевич Горяинов-Шаховский (глава 10) — Дмитрий Дмитриевич Мордухай-Болтовской[11]
- математик Пётр Трофимович Веренёв (глава 10) — математик Иван Яковлевич Верченко[12]
- художник Кондрашёв-Ива́нов (глава 46) — Сергей Николаевич Ивашев-Мусатов[13][14][15]
- заключённый Дмитрий Сологдин — Дмитрий Михайлович Панин[13][16]
- заключённый Лев Григорьевич Рубин — Лев Зиновьевич Копелев[13][17]
- заключённый Валентин Прянчиков — Валентин Сергеевич Мартынов[13]
- заключённый Амантай Булатов — Гумер Ахатович Измайлов[18]
- заключённый Ростислав Доронин — Сергей Николаевич Никифоров («биография и наружность»)[19], Перетц Герценберг («разоблачение стукачей»)[20] и «ещё третий шарашечник (роман с дочерью прокурора Кларой Макарыгиной)»[20]
- заключённый архитектор Мержанов — Мирон Иванович Мержанов[21]
- заключённый Григорий Борисович Абрамсон — Григорий Борисович Валентинов (Абрамсон)[22]
- заключённый Андрей Потапов — Николай Андреевич Семёнов[13]
- министр государственной безопасности Абакумов — Виктор Семёнович Абакумов
- следователь Рюмин — Михаил Дмитриевич Рюмин
- заместитель министра государственной безопасности Селивановский — генерал-лейтенант Николай Николаевич Селивановский
- начальник отдела специальной техники МГБ генерал-майор Фома Гурьянович Осколупов — полковник МГБ Фома Фомич Железов[23]
- Начальник спецобъекта «Марфино» подполковник Климентьев — подполковник Цуканов[24][25]
- оперуполномоченный Шикин — майор Шикин
- оперуполномоченный Мышин — полковник Мишин[26]
- инженер-полковник Антон Николаевич Яконов — инженер-полковник Антон Михайлович Васильев[23][15]
- полковник Яков Иванович Мамурин («Железная маска») — бывший начальник отдела правительственной связи (ОПС) полковник Иван Яковлевич Воробьёв[27][23]
- инженер-майор Ройтман — инженер-майор Авраам Менделевич Трахтман[9][28]
- писатель Николай Галахов — Константин Михайлович Симонов[29]
- критик Ермилов — Владимир Владимирович Ермилов
- Иннокентий Володин — дипломат Иванов (по свидетельству Л. З. Копелева)[30][К 1],
- Даша — Мария Жидкова

## Проблематика
Название романа «В круге первом» — это аллегорическое сравнение шарашки, отсылающее читателя к «Божественной комедии» Данте Алигьери. Один из героев романа, Лев Рубин объясняет это так:

— Нет, уважаемый, вы по-прежнему в аду, но поднялись в его лучший высший круг — в первый. Вы спрашиваете, что такое шарашка? Шарашку придумал, если хотите, Данте. Он разрывался — куда ему поместить античных мудрецов? Долг христианина повелевал кинуть этих язычников в ад. Но совесть возрожденца не могла примириться, чтобы светлоумных мужей смешать с прочими грешниками и обречь телесным пыткам. И Данте придумал для них в аду особое место.

Центральное место в повествовании занимает идейный спор героев романа Глеба Нержина и Сологдина со Львом Рубиным. Все они прошли войну и систему ГУЛАГа. При этом Рубин остался убеждённым коммунистом, считающим, что нечеловеческие трудности и кажущаяся несправедливость государства к своим гражданам искуплена высокими целями. «Исторический материализм не мог перестать быть истиной из-за того только, что мы с тобой в тюрьме», — оправдывает он систему. В отличие от него Нержин уверен в порочности самой её основы. В прошлом сам сторонник коммунистической системы, он пережил полный крах своих убеждений:

я с болью сердечной расставался с этим учением! Ведь оно было — звон и пафос моей юности, я для него всё остальное забыл и проклял! Я сейчас — стебелёк, расту в воронке, где бомбой вывернуло дерево веры.

Осознанный нравственный выбор Глеба Нержина, который предпочёл сомнительному счастью шарашки парадоксальную свободу тюремного этапа, — лейтмотив романа. Тема очищения и внутреннего освобождения человека за решёткой проходит через центральные произведения Александра Солженицына и ярко проявляется в романе «В круге первом».

## На сцене и экране
В 1973 году режиссёром Александром Фордом снят фильм «В круге первом» (Den første kreds), Дания-Швеция.
В 1992 году режиссёром Шелдоном Ларри (англ. Sheldon Larry) создан фильм «В круге первом» (The First Circle) (в прокате в Германии — «Im ersten Kreis der Hölle», во Франции — «Le Premier cercle») с Робертом Пауэллом (англ. Robert Powell) в главной роли. В других ролях: Ф. Мюррей Абрахам (Сталин), Раф Валлоне (Макарыгин), Лоран Мале (Володин), Коринн Тузе (Надя Нержина). Этот кинофильм был дублирован на русский язык и демонстрировался на Первом канале в 1994 году (к тому времени, когда Солженицын возвращался на родину).
В 1998 году к 80-летию Солженицына Юрий Любимов поставил в Театре на Таганке спектакль «Шарашка» по главам романа. Премьера состоялась 11 декабря. Художник Давид Боровский, композитор Владимир Мартынов. В главных ролях Дмитрий Муляр (Нержин), Валентин Рыжий (Рубин), Тимур Бадалбейли (Поскрёбышев, надзиратель), Алексей Граббе (Сологдин), Валерий Золотухин (дядя Авенир, Прянчиков, Спиридон Егоров), Дмитрий Высоцкий и Владислав Маленко (Володин), Эрвин Гааз (Герасимович), Юрий Любимов (Сталин).
По роману сочинена одноимённая опера Жильбера Ами (Le Premier cercle, 1999).
В 2005 году по роману был снят телесериал «В круге первом». Впервые продемонстрирован в конце января 2006 года на канале «Россия». Режиссёр Глеб Панфилов, в ролях Евгений Миронов (Нержин), Дмитрий Певцов (Володин), Инна Чурикова (жена Герасимовича), Альберт Филозов (дядя Авенир), Михаил Кононов (Спиридон), Игорь Скляр (Герасимович), Андрей Смирнов (Бобынин), Евгений Стычкин (Прянчиков), Сергей Карякин (Сологдин), Алексей Колубков (Лев Рубин).

## Издания
- Солженицын А. И. В круге первом. Роман. — М.: ИНКОМ НВ, 1991. — (Малое собрание сочинений). — ISBN 5-85060-029-9.
- Солженицын А. И. В круге первом. Роман. — М.: АСТ, 2006. — (Российская академия наук. Мировая классика). — ISBN 5-17-036460-1.
- Солженицын А. И. В круге первом. Роман / С 3 допол. автора, ст. и примеч. М. Г. Петровой. — М.: Наука, 2006. — 800 с. — (Российская академия наук. Литературные памятники). — 3000 экз. — ISBN 5-02-033237-2.
- Солженицын А. И. В круге первом. Роман / Комм. В. Радзишевского. — М.: Время, 2011. — Т. 2. — 880 с. — (Собрание сочинений в 30 т). — 3000 экз. — ISBN 978-5-9691-0654-3.

## Комментарии
1. ↑  Критик А. Латынина предполагает, что Л. З. Копелеву была названа вымышленная фамилия[31].